# Варпе
Варпе (нем. Warpe) — община в Германии, в земле Нижняя Саксония.
Входит в состав района Ниэнбург-на-Везере. Подчиняется управлению Графшафт Хойа. Население составляет 804 человека (на 31 декабря 2010 года). Занимает площадь 20 км².
Коммуна подразделяется на 4 сельских округа.
| Год  | Население |
| ---- | --------- |
| 1990 | 787       |
| 1995 | 720       |
| 2000 | 793       |
| 2005 | 805       |
| 2010 | 792       |